# Arnaud de Villemur
Arnaud de Villemur (également prénommé Pons ou Ponce) est un cardinal ordonné en 1350 par le pape Clément VI après avoir été évêque de Périgueux puis évêque de Pamiers. Mort en 1355, il était né à Villemur, à une date inconnue.

## Biographie
Pons-Arnaud est le fils cadet de Raymond vicomte de  Villemur, seigneur de Saint-Paul et de Pailhès. Chanoines réguliers de saint Augustin, il obtint un doctorat en droit canonique. Chanoine régulier de la cathédrale de Pamiers et prieur de Vicdessos dans le même diocèse. Puis, devenant un canoniste renommé, il fut nommé évêque de Périgueux le 15 octobre 1347, puis transféré à l'évêché de Pamiers le 13 février 1348. Il occupa ce siège jusqu'à sa nomination au poste de cardinal de saint Sixte lors du consistoire du 17 décembre 1350.
Entré à la curie romaine le 3 février 1351, il participa au conclave de 1352 pour élire le pape Innocent VI.
Il mourut soudain le 28 octobre 1355 à Avignon.
Il ne doit pas être confondu avec deux autres Arnaud de Villemur : le premier fut chevalier français et vassal de Simon de Montfort et le second abbé de Saint-Sernin de Toulouse entre 1262 et 1289.